# Sygeplejeskolen
The New Nurses (originalmente en danés Sygeplejeskolen) es una serie de televisión danesa de drama histórico y médico que se emite en TV 2 Charlie. La temporada 1 se transmitió en el otoño de 2018 y la temporada 2 se emitió en la primavera de 2019. TV 2 ha confirmado que hay varias temporadas en producción(Al menos 4 temporadas ya emitidas) En España se emite a través de Sundance TV.

## Sinopsis
La serie tiene lugar en la década de 1950 en Copenhague. Tras la Segunda Guerra Mundial, existió gran escasez de enfermeras en Dinamarca, por lo que el gobierno admitió que los hombres pudiesen ingresar en las escuelas de enfermería de forma experimental. Los estudiantes de enfermería están atrapados entre los prejuicios de la generación anterior sobre los enfermeros masculinos y sus propios deseos de brindar lo mejor a los pacientes.

## Reparto
- Molly Blixt Egelind - Anna Rosenfeld
- Jesper Groth - Bjørn Toft
- Jens Jørn Spottag - Bent Neergaard
- Anette Støvelbæk - Ruth Madsen
- Benedikte Hansen - Margrethe Lund
- Thue Ersted Rasmussen - Christian Friis
- Mikkel Hilgart - Peter Rømer
- Anna Stokholm - Lis Sommer
- Ulla Vejby - Else Andersen
- Katrine Greis-Rosenthal - Nina Neergaard
- Morten Hee Andersen - Erik Larsen
- Asta Kamma August - Susanne Møller
- Helena Fagerlin Widenborg - frk. Holm
- Jakob Åkerlind - Aksel Rasmussen

## Audiencias
Con aproximadamente 500.000 espectadores sugieren que la primera temporada de Sygeplejeskolen será una de las series más vistas de TV2 Charlie.